# Трой Сіван
Трой Сіван Меллет (англ. Troye Sivan Mellet; нар. 5 червня 1995 року, відоміший як Трой Сіва́н (/trɔɪ sᵻˈvɑːn/), — австралійський співак, композитор, актор, відеоблогер. 2014 року ввійшов у рейтинг 25 найвпливовіших підлітків світу за версією журналу «Time».

## Раннє життя
Трой Сіван народився в південно-африканському місті Йоганнесбург у єврейській сім'ї (батько — по національності, мати здійснила гіюр). Коли Трою було два роки, його сім'я переїхала у Австралію через зростання злочинності в Південній Африці. Сіван жив разом із батьками та двома братами і сестрою у Перті, Західна Австралія. Його батько ріелтор, а мама — домогосподарка. Сіван вчився у школі Carmel до 2009 року, далі здобував домашнє навчання. Середнє (друге) ім'я Троя — «Сіван», і він використовує його як сценічний псевдонім.

## Кар'єра

### Музична кар'єра
Музична кар'єра Сівана розпочалася в 2006 році. Трой співав на телемарафоні Channel Seven Perth в 2006, 2007 i 2008 роках. В 2006 він заспівав у дуеті з переможцем конкурсу «Australian Idol» Гаєм Себастіаном. Його дебютний незалежний альбом вийшов у лютому 2008 року і складався з 5 пісень. В лютому 2010 року своєю піснею відкрив благодійний концерт «We Are The World 25 for Haiti», який проводився для збору коштів жертвам катастрофічного землетрусу на Гаїті.
Трой записує кавери на пісні відомих виконавців, а також пише пісні. Одною із його найвідоміших композицій є пісня «The Fault In Our Stars», музику і слова до якої він написав сам. До написання пісні його надихнула однойменна книга Джона Ґріна.
В липні 2014 року Трой випустив сингл «Happy Little Pill» на підтримку свого першого офіційного мініальбомуTRXYE. Реліз мініальбому з 5 піснями відбувся 15 серпня на лейблі Universal. На сингл «Happy Little Pill» також був знятий відеокліп.
В березні 2015 року Сіван здобув премію «YouTube Music Awards 2015», ввійшовши в число 50 виконавців, які стали найпопулярнішими YouTube в попередньому році.

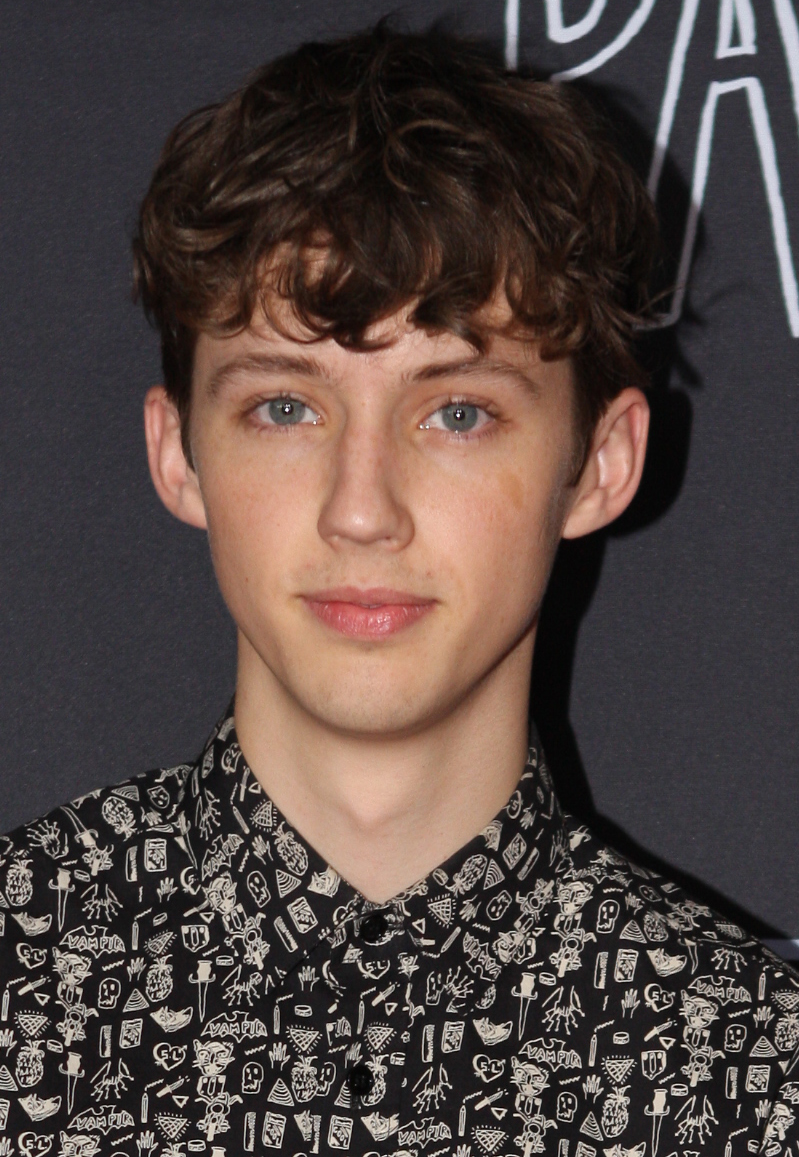
Трой Сіван в липні 2015 року на австралійській прем'єрі фільму «Паперові міста».

26 липня 2016 року Трой анонсував свій другий мініальбом «Wild», із 6 треками. Реліз альбому відбувся 4 вересня. В той же день на підтримку диску вийшли 3 відеокліпи (у відео розповідається історія, поділена на 3 частини).
А вже восени була названа дата виходу першого повноцінного альбому «Blue Neighbourhood» — 4 грудня. В стандартній версії він складається з 10 треків, в розширеній (Deluxe) — із 16 пісень (6 дододаткових взято з «Wild»).
26 травня 2017 року відбулася прем'єра спільного синглу Троя і Мартіна Гаррікса «There For You».
11 січня 2018 року відбулася прем'єра першого синглу Троя «My My My!» З його другого студійного альбому і знятого на нього однойменного кліпу, 18 січня — другого синглу «The Good Side» 3 травня  — третього синглу «Bloom» (кліп на нього вийшов 6 червня), 13 червня — четвертого синглу «Dance to This», записаного спільно зі співачкою Аріаною Ґранде (кліп на нього вийшов 19 липня), а 9 серпня — заключного синглу «Animal». Реліз другого студійного альбому Троя, який отримав назву «Bloom», відбувся 31 серпня 2018 року.
У 2018 році Сіван отримав номінацію «Золотий глобус» за кращу оригінальну пісню «Revelation», яку він записав і написав у співавторстві для фільму «Зниклий хлопчик».
10 січня 2019 року відбулася прем'єра відеокліпу на пісню «Lucky Strike».

### Акторська кар'єра
В 2007 році Трой дебютував як театральний актор в ролі Олівера Твіста. В лютому 2008 року зіграв юного Джеймса Хоулетта в фільмі «Люди-Х: Росомаха». Він був запрошений на цю роль після того, як агенти кастингу переглянули ряд його відеороликів. Також Трой виконав роль головного героя Джона Мільтона в південно-африканської трилогії «Spud», знятої за однойменною книгою. 2 листопада 2018 року на екрани вийшов голлівудський фільм «Зниклий хлопчик», в якому Трою дісталася роль Гері.

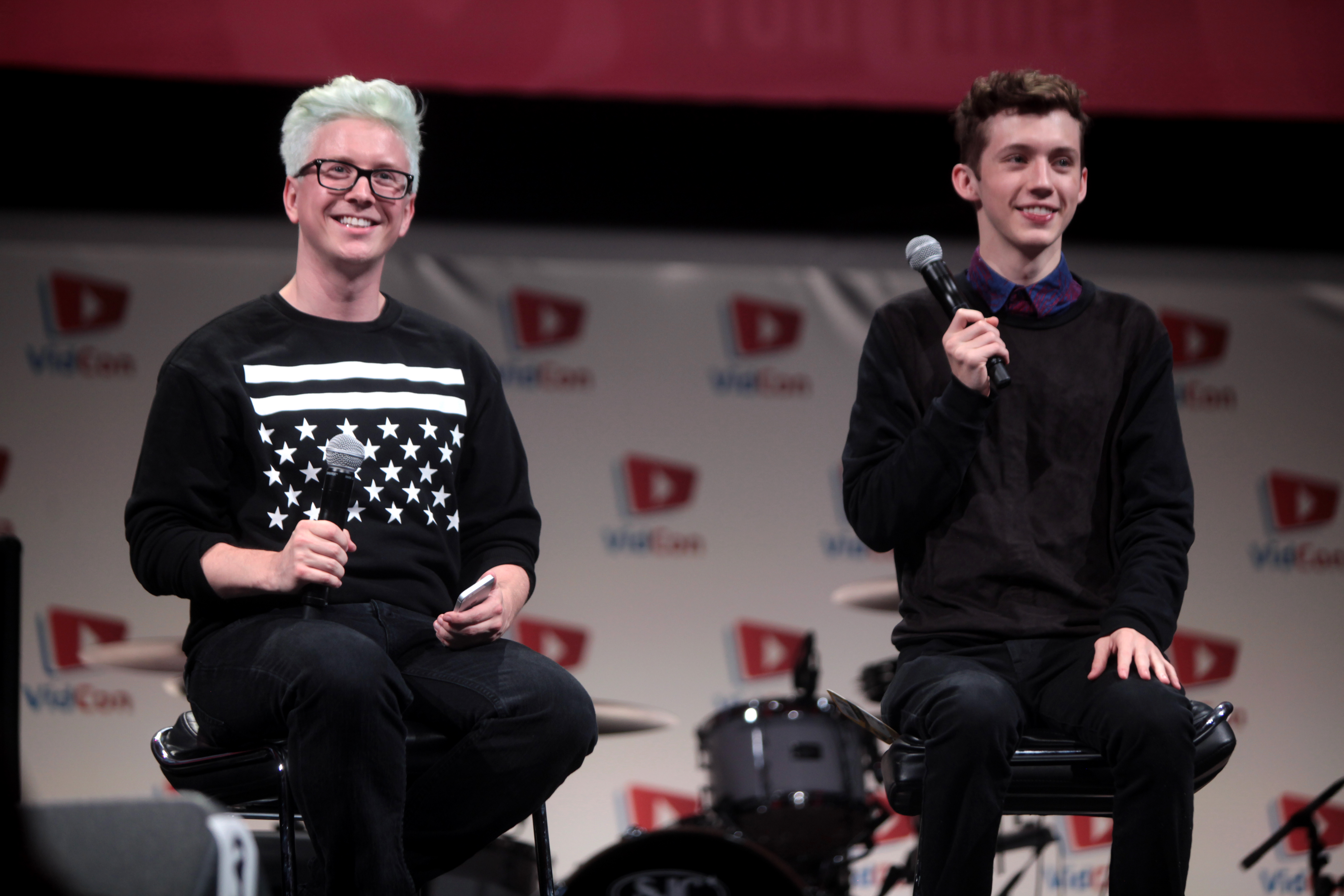
Оклі (зліва) та Сіван на ВідКоні у 2014 році.

### Блогерська діяльність
У вересні 2012 року Сіван почав записувати щотижневі відеоблоги на YouTube. Станом на лютий 2016 року, Трой має понад 4 200 000 підписників, а його відео мають понад 230 мільйонів переглядів. Його канал на YouTube входить в топ-20 найпопулярніших каналів Австралії.
У 2014 році Трой Сіван та Тайлер Оклі здобули нагороду Teen Choice Award за спільне відео на YouTube під назвою «The 'Boyfriend' Tag».

## Особисте життя
Трой живе з легкою формою синдрому Марфана.
Улюбленими артистами хлопця є Емі Вайнгауз, Тейлор Свіфт та Лорд. MTV Artists також додають Майкла Джексона і Френка Оушена.
Сіван — відкритий гей. Він здійснив камінг-аут, виклавши відповідне відео на своєму каналі в YouTube 7 серпня 2013 року, рівно через три роки після того, як розказав це своїй сім'ї. Станом на 2019 рік, Трой зустрічається з моделлю та фотографом Джейкобом Біксенманом. Пара мешкає в Лос-Анджелесі, Каліфорнія.

## Фільмографія

### Фільми
| Рік  | Назва                         | Роль                   | Примітки               |
| ---- | ----------------------------- | ---------------------- | ---------------------- |
| 2009 | Люди-Х: Росомаха              | Молодий Джеймс Хоулетт |                        |
| 2010 | Betrand the Terrible          | Ace                    | короткометражний фільм |
| 2010 | Spud                          | John «Spud» Milton     |                        |
| 2013 | Spud 2: The Madness Continues | John «Spud» Milton     |                        |
| 2014 | Spud 3: Learning to Fly       | John «Spud» Milton     |                        |
| 2018 | Зниклий хлопчик               | Гері                   |                        |
| 2023 | Ідол                          | Гері                   |                        |

### Телебачення
| Рік     | Назва                                  | Примітки      |
| ------- | -------------------------------------- | ------------- |
| 2006–08 | Perth Telethon                         | Opening act   |
| 2007    | Star Search                            | Finalist      |
| 2015    | The Tonight Show Starring Jimmy Fallon | Musical guest |
| 2016    | The Ellen DeGeneres Show               | Musical guest |
| 2016    | The Late Late Show with James Corden   | Musical guest |

### Театр
| Рік  | Назва           | Роль         | Театр                 |
| ---- | --------------- | ------------ | --------------------- |
| 2007 | Oliver!         | Олівер Твіст | Regal Theatre         |
| 2010 | Чекаючи на Ґодо | Хлопчик      | His Majesty's Theatre |

## Дискографія

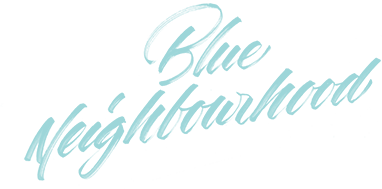
Логотип першого студійного альбому.

### Студійні альбоми
- Blue Neighbourhood[en] (4 грудня 2015)
- Bloom[en] (31 серпня 2018)

### Міні-альбоми (EP's)
- Dare to Dream (2007)
- June Haverly (22 червня, 2012)
- TRXYE[en] (15 серпня, 2014)
- Wild[en] (4 вересня, 2015)

## Нагороди і номінації
| Рік  | Номіновано                            | Нагорода                                                                      | Результат | Прим. |
| ---- | ------------------------------------- | ----------------------------------------------------------------------------- | --------- | ----- |
| 2011 | Troye Sivan                           | South African Film and Television Award for Best Lead Actor in a Feature Film | Номінація |       |
| 2014 | Troye Sivan                           | Teen Choice Award for Choice Web Star: Male                                   | Номінація |       |
| 2014 | «The Boyfriend Tag» with Tyler Oakley | Teen Choice Award for Choice Web Collaboration                                | Перемога  |       |
| 2014 | Troye Sivan                           | NewNowNext Award for Best New Social Media Influencer (Male)                  | Перемога  |       |
| 2015 | Troye Sivan                           | APRA Award for Breakthrough Songwriter of the Year                            | Номінація |       |
| 2015 | Troye Sivan                           | YouTube Music Awards                                                          | Перемога  |       |
| 2015 | Troye Sivan                           | Nickelodeon Kids' Choice Award for Favorite Aussie/Kiwi Internet Sensation    | Перемога  |       |
| 2015 | Troye Sivan                           | EMA's Artist On The Rise                                                      | Перемога  |       |
| 2016 | Troye Sivan                           | GLAAD Media Award for Outstanding Music Artist                                | Перемога  |       |
| 2016 | Troye Sivan                           | iHeartRadio Music Awards Biggest Triple Threat                                | Номінація |       |